# Ubysławice, Tỉnh West Pomeranian
Ubysławice [ubɨswaˈvit͡sɛ] (tiếng Đức: Rüwolsdorf) là một ngôi làng thuộc khu hành chính của Gmina Karlino, thuộc quận Białogard, West Pomeranian Voivodeship, ở phía tây bắc Ba Lan. Nó nằm khoảng 8 kilômét (5 mi)  phía bắc Karlino, 12 km (7 mi) về phía bắc Białogard và 116 km (72 mi) về phía đông bắc của thủ đô khu vực Szczecin.
Trước năm 1945, khu vực này là một phần của Đức. Đối với lịch sử của khu vực, xem Lịch sử của Pomerania.